# Liste des ponts de Metz

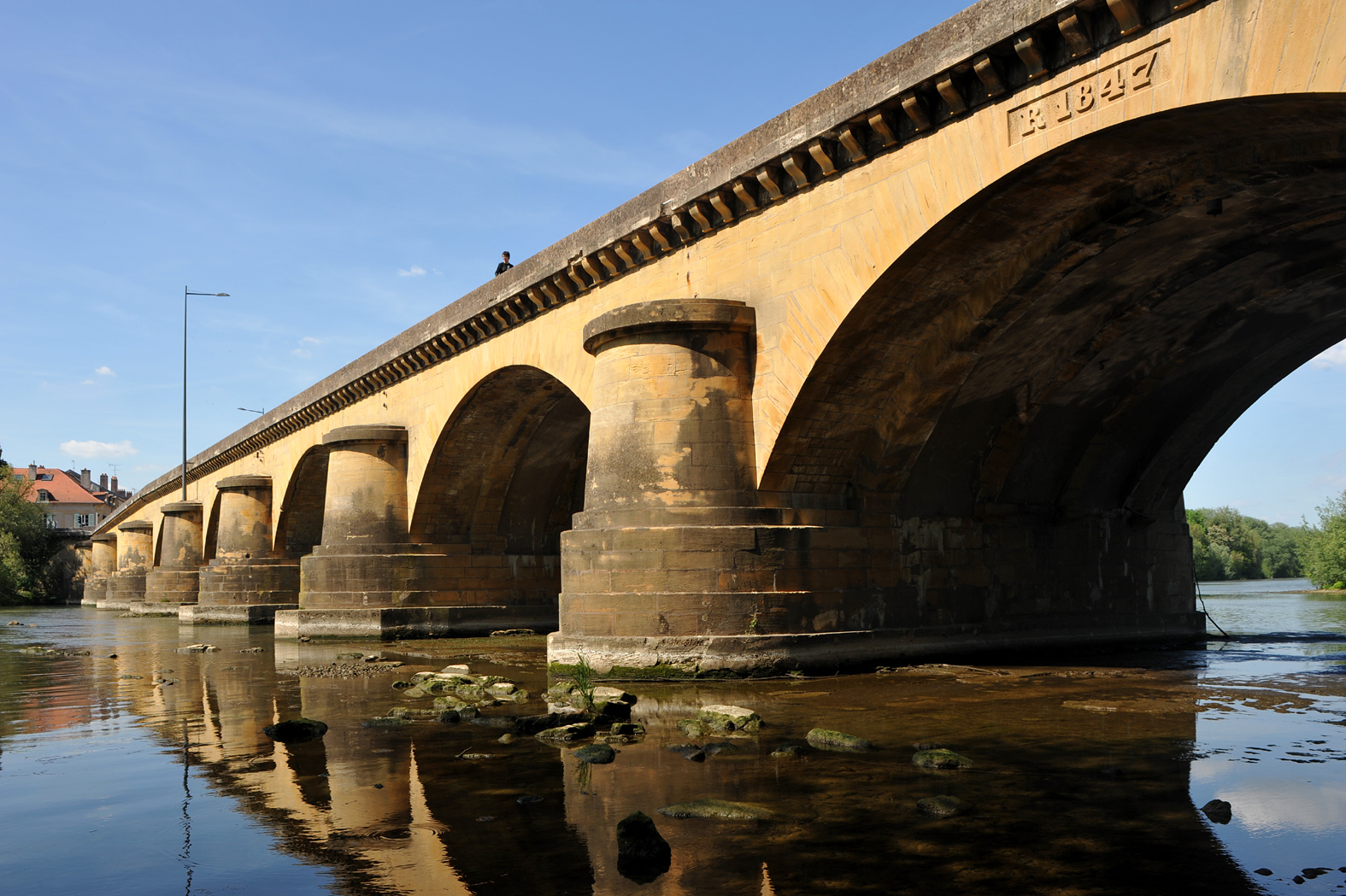
Grand pont des Morts actuel

Cet article recense les ponts de la ville de Metz, pour la plupart au-dessus d’un cours d’eau, ainsi que les ouvrages d’art construits au-dessus de voies de communication.
La ville de Metz est traversée par la Seille et la Moselle, laquelle, démultipliée en cet endroit, forme plusieurs îles. Le quartier des Îles, en particulier, ne compte pas moins d’une dizaine de ponts de pierre.

## Ponts au-dessus de cours d'eau

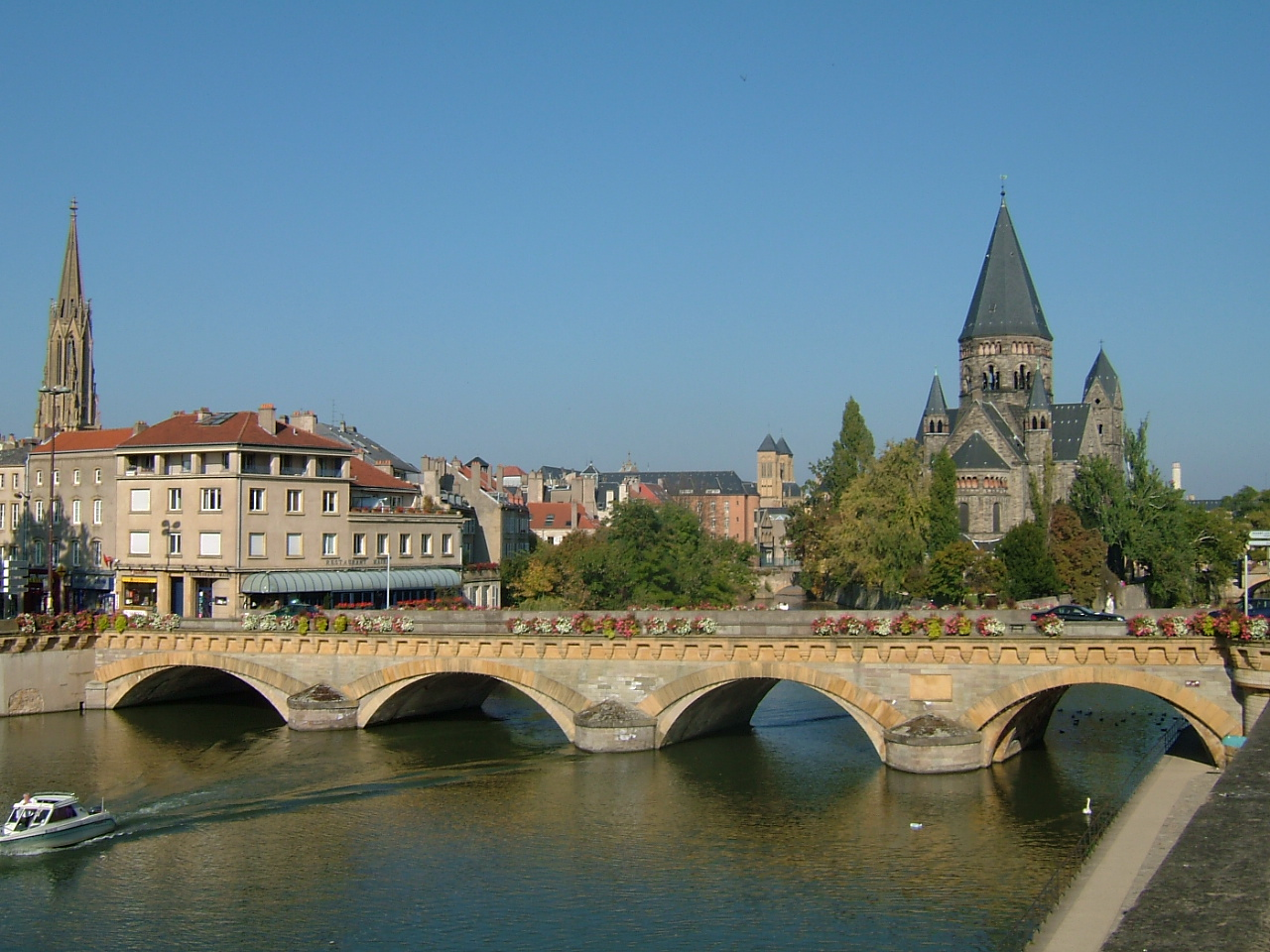
Le Moyen-Pont, et les îles du petit-Saulcy et Chambière

### Moselle
Bras principal
- Grand pont et moyen pont des Morts (premier pont : 1336, pont actuel : 1854) ;
- pont de Thionville ou Thieffroy (premier pont : 1340, pont actuel : 1854 ; élargi en aval en 1992)
- Pont Jean-Monnet (1992) ;
- Pont Mixte (1908 ; réparé côté Metz-Nord après 1945, et élargi en amont au cours du XXe siècle) ;

Bras (île du Saulcy)
- Pont de l’Université (premier pont : 1741, pont actuel : 1899)

Bras-mort de la Moselle
- pont Saint-Symphorien (après 1875)
- moyen-pont des Morts (premier pont : 1336, pont actuel : 1862, passerelle temporaire : 1945-1955, élargissement côté amont : 2012-2013)
- pont Saint-Georges (pont gallo-romain[1], pont en bois en 1324, construction en dur 1336) ;
- pont des Grilles (premier pont : 1360, pont actuel : 1746 ; élargi côté aval en 1988) ;
- pont des Roches (1739) ;
- pont de la Préfecture (1739) ;
- pont Gambetta (1978) ;
- pont de l’Abattoir (premier pont : 1741, pont actuel : 1888) ;

Bras (île du Petit-Saulcy)
- pont Saint-Marcel (1737)
- pont Moreau (1737)
- pont des Thermes[2]

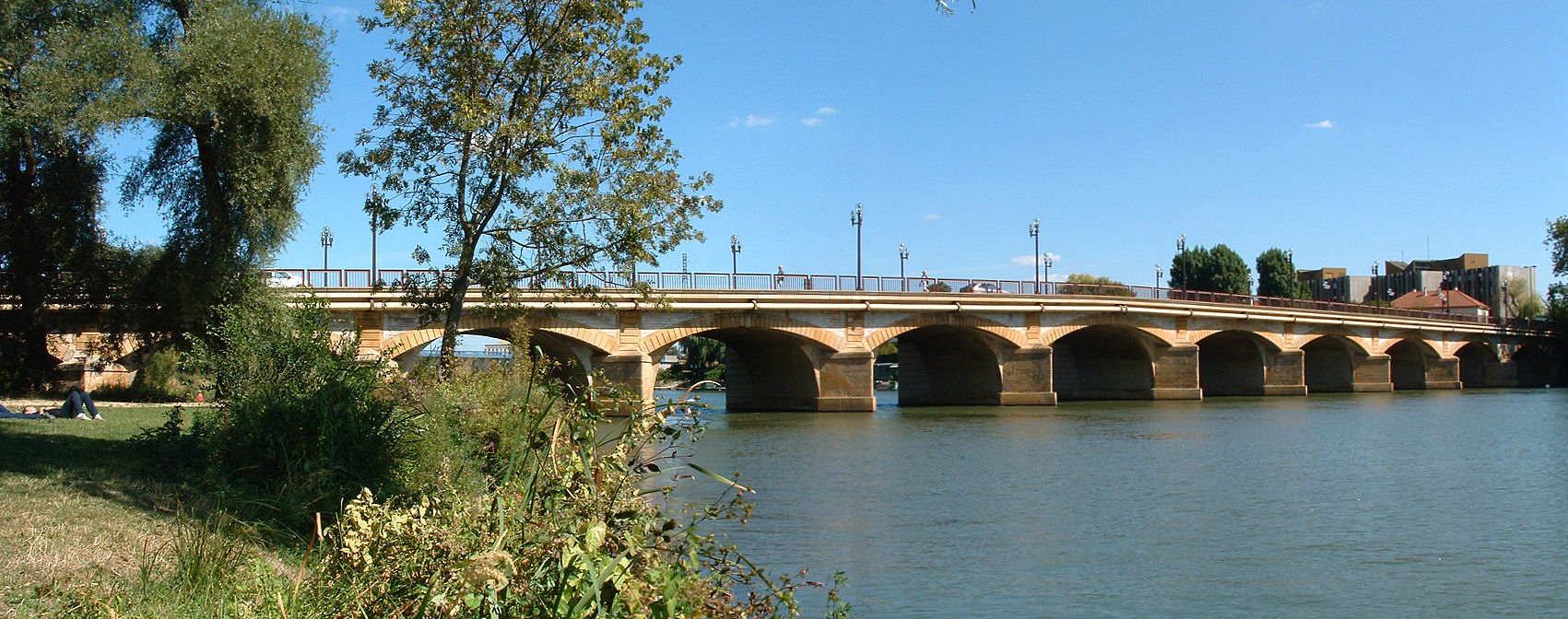
Le pont de Thionville, face amont
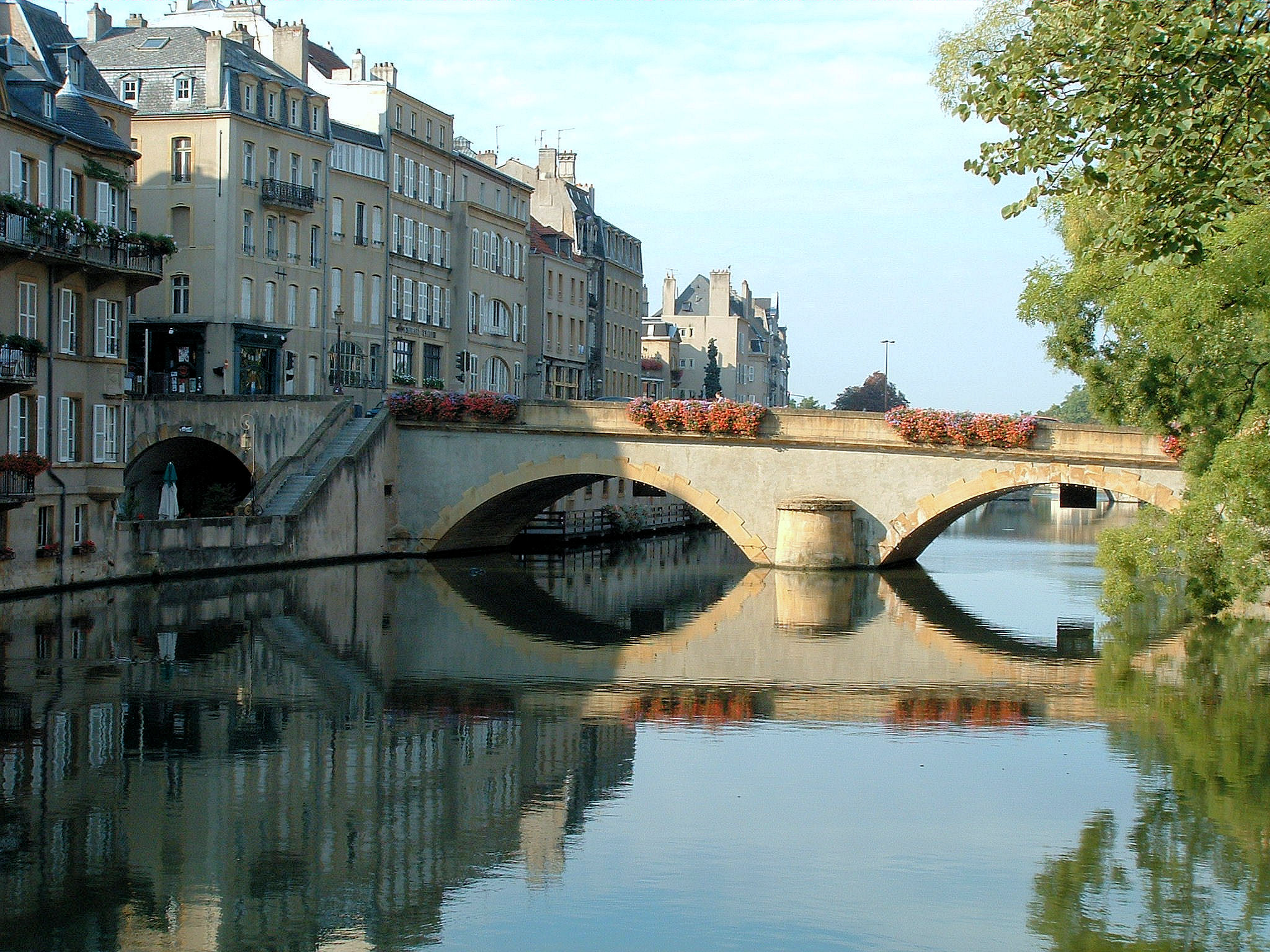
Pont et quartier des Roches
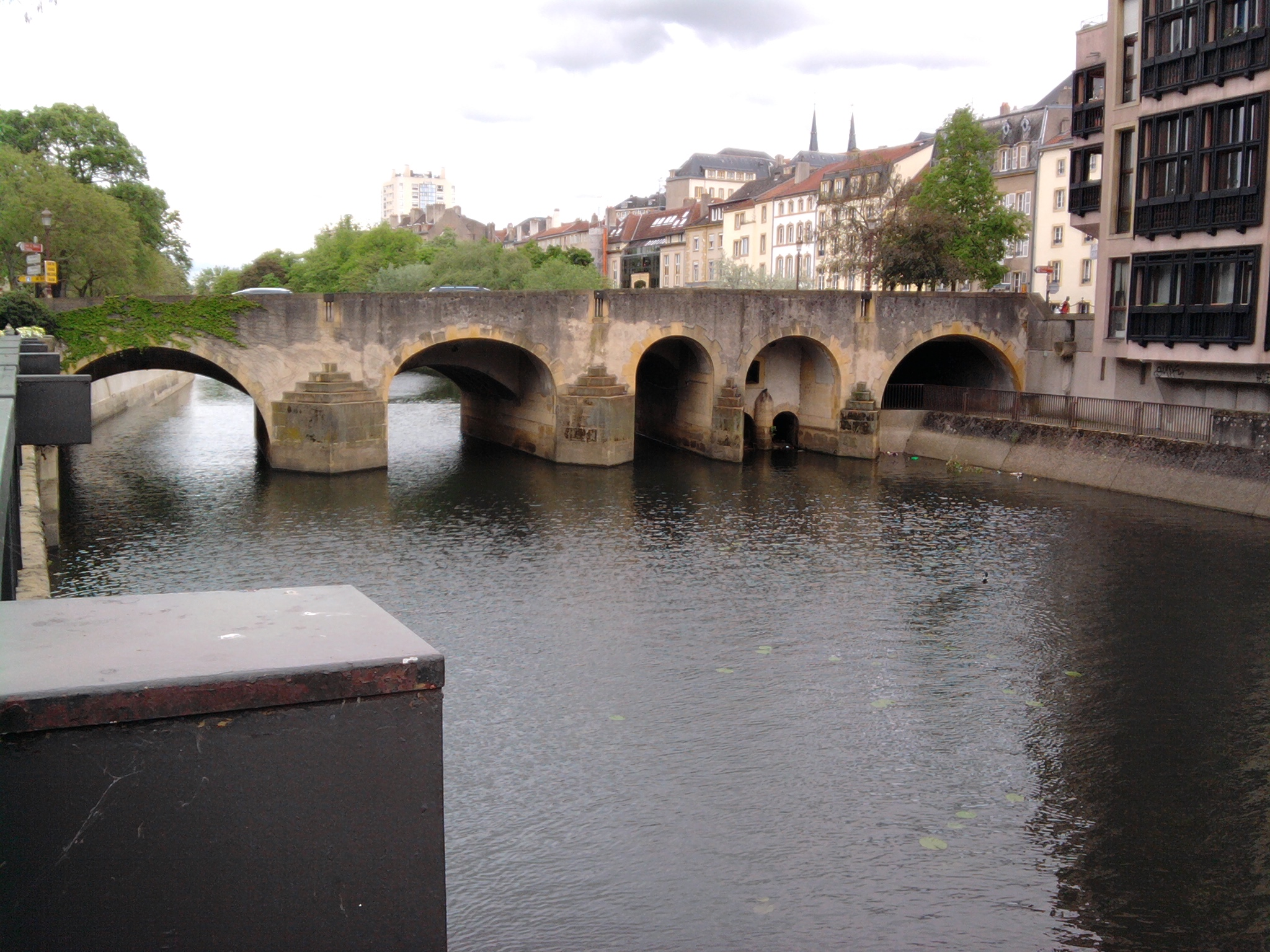
Le pont de la Préfecture
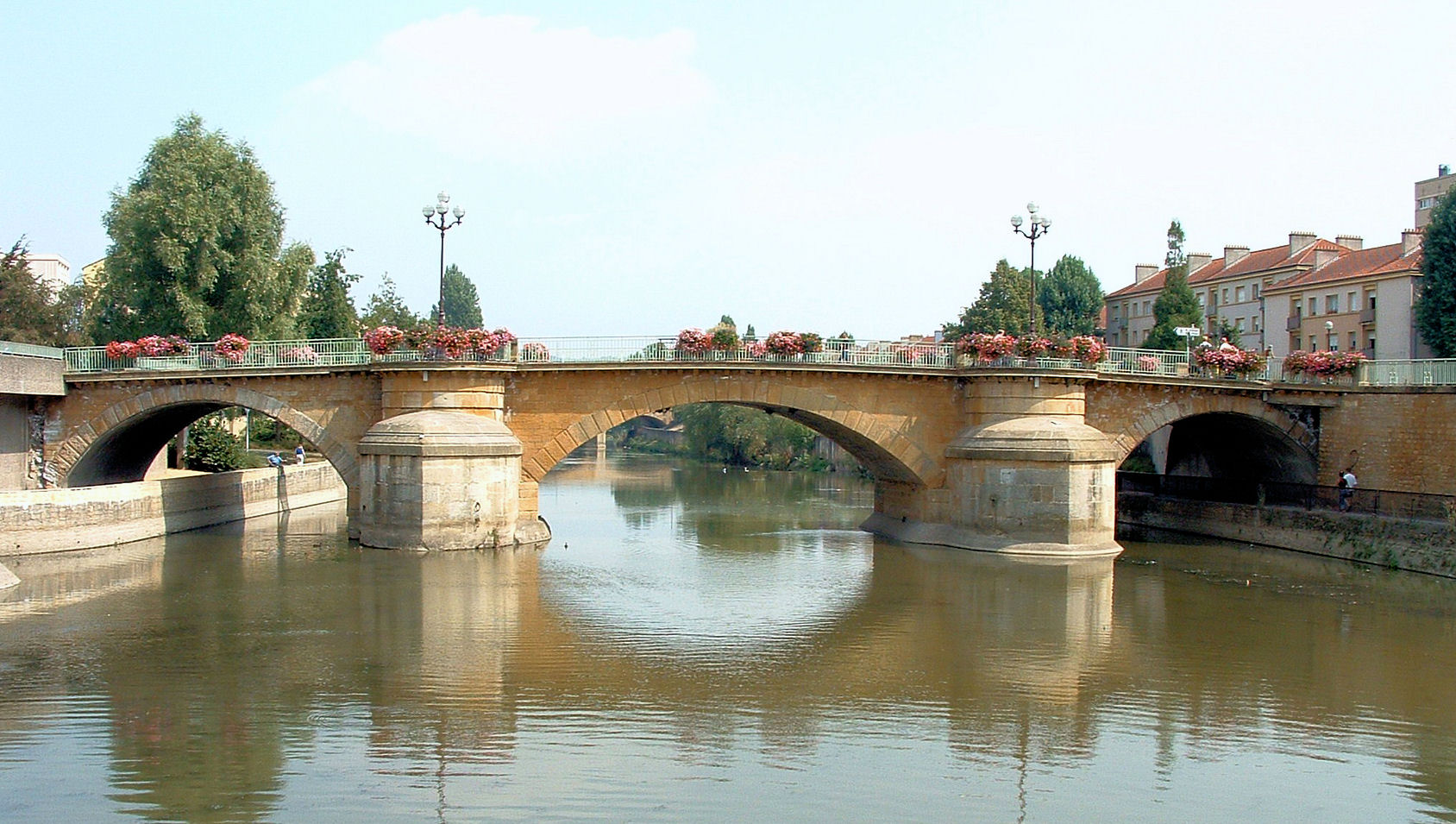
Le pont Saint-Georges, la porte du Pontiffroy
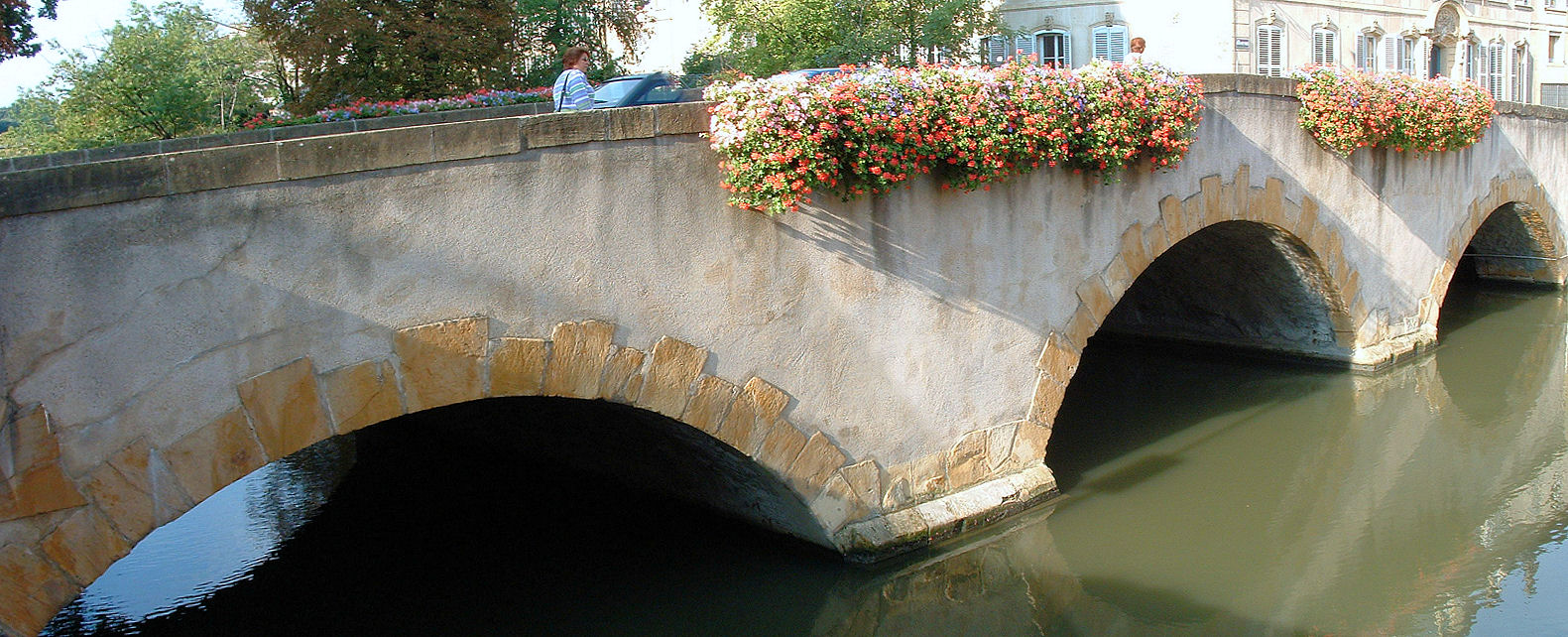
Le pont Saint-Marcel
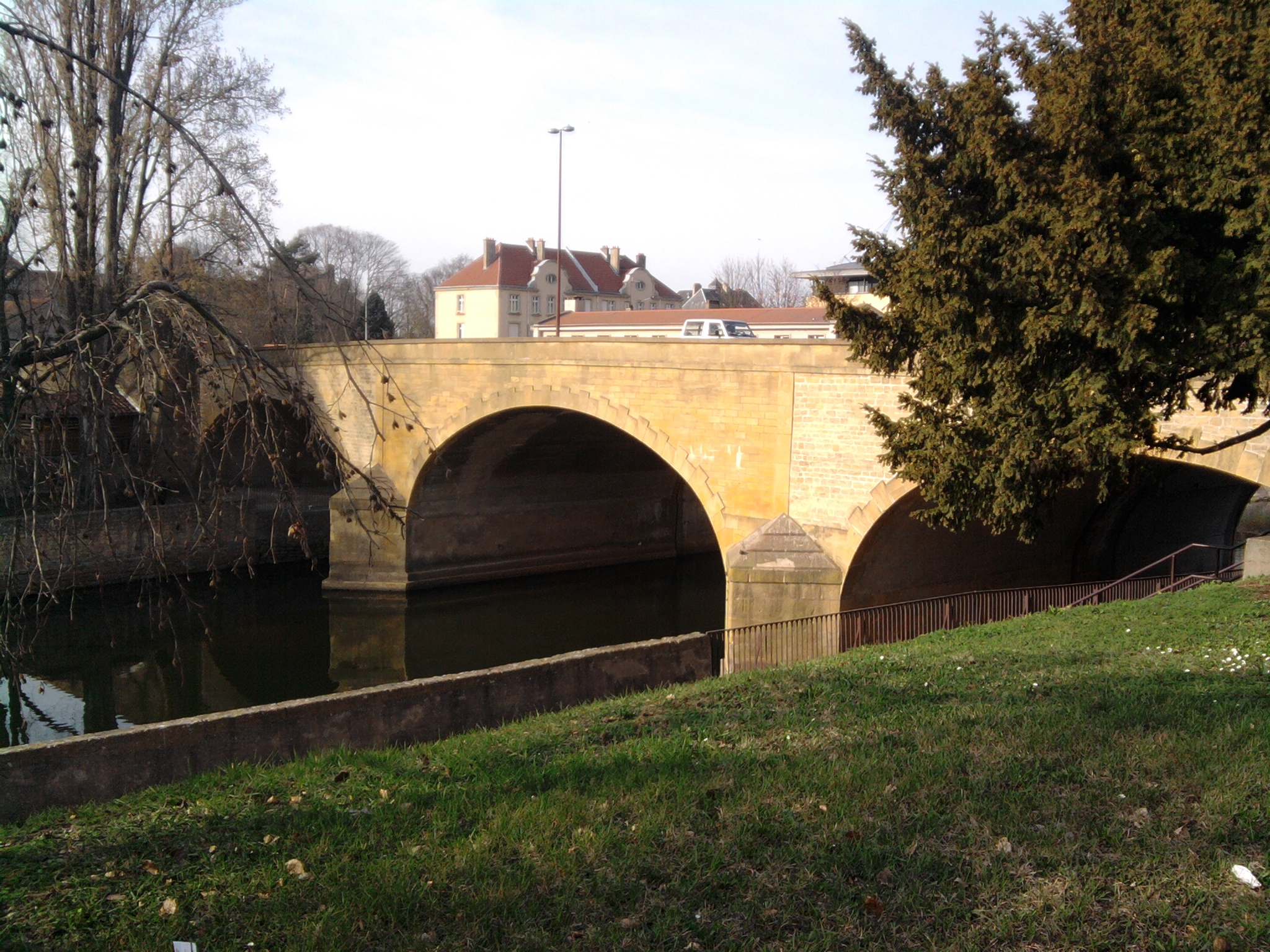
Pont des Grilles, face originale
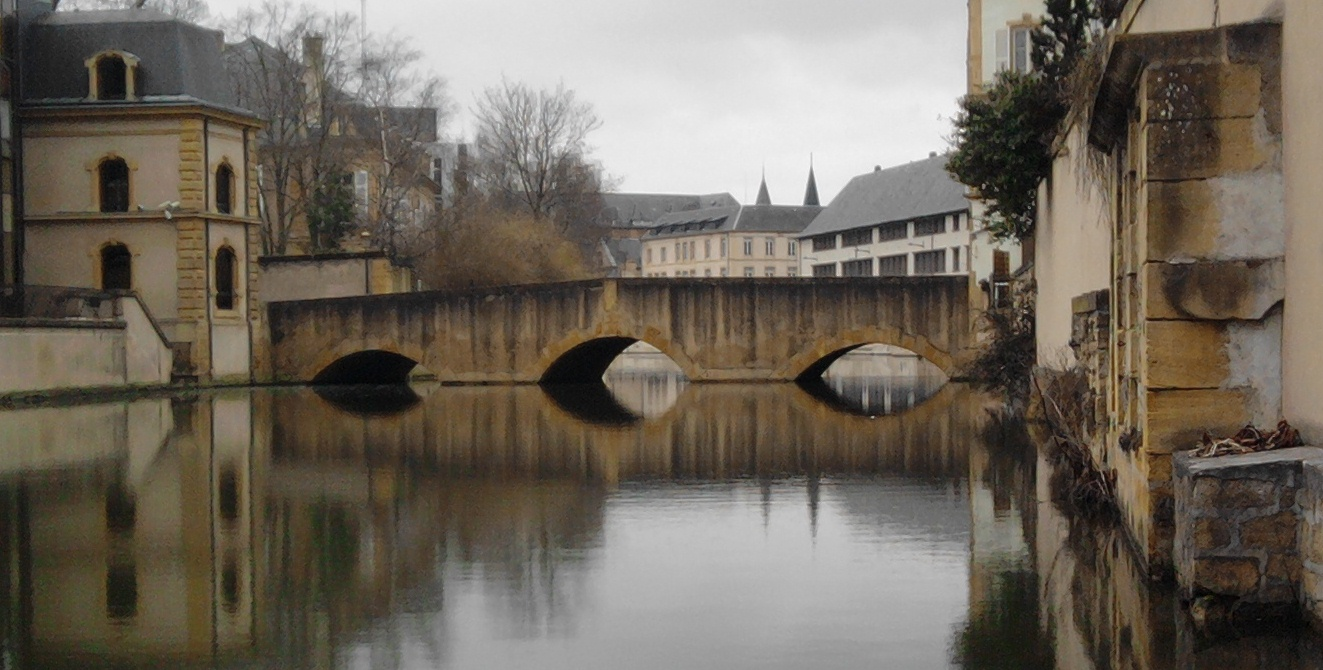
Le pont Moreau, derrière la préfecture
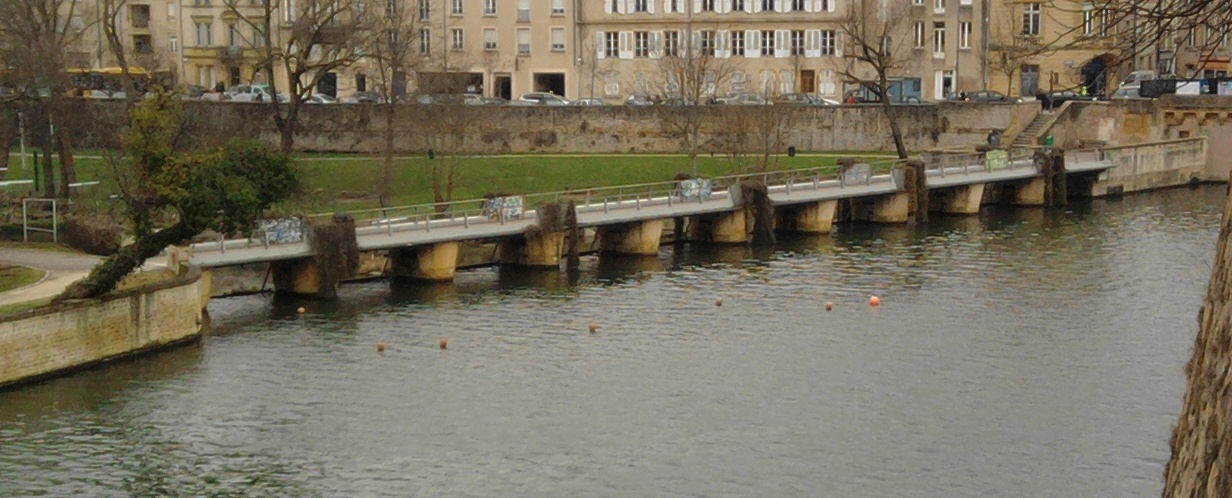
La digue des Pucelles et sa passerelle

### Canal
- pont du Canal (1929)
- pont Eblé (premier pont : 1929, pont actuel : 1952)
- pont Faidherbe (1971)

### Seille
De l’amont vers la Moselle :
- vieux pont de Magny (XIIIe - XIVe siècle)
- pont de Magny (premier pont : XIIIe siècle, pont actuel : XXe siècle);
- pont Lothaire (premier pont : 1929, pont actuel : 1947) ;
- pont Neuf de la Seille (2013)[3] ;
- pont de la Seille (1904) ;
- pont de Hurleloup (2012)[4] ;
- pont de la Caserne (1904) ;
- pont Henry-de-Raconval (premier pont : 1892, pont actuel : 1903 - 1948) ;
- porte des Allemands (à partir du XIIIe siècle)[5]
- pont Victor-Demange (1976) ;
- pont Sainte-Barbe (premier pont : XIIIe siècle, pont actuel : 1902).

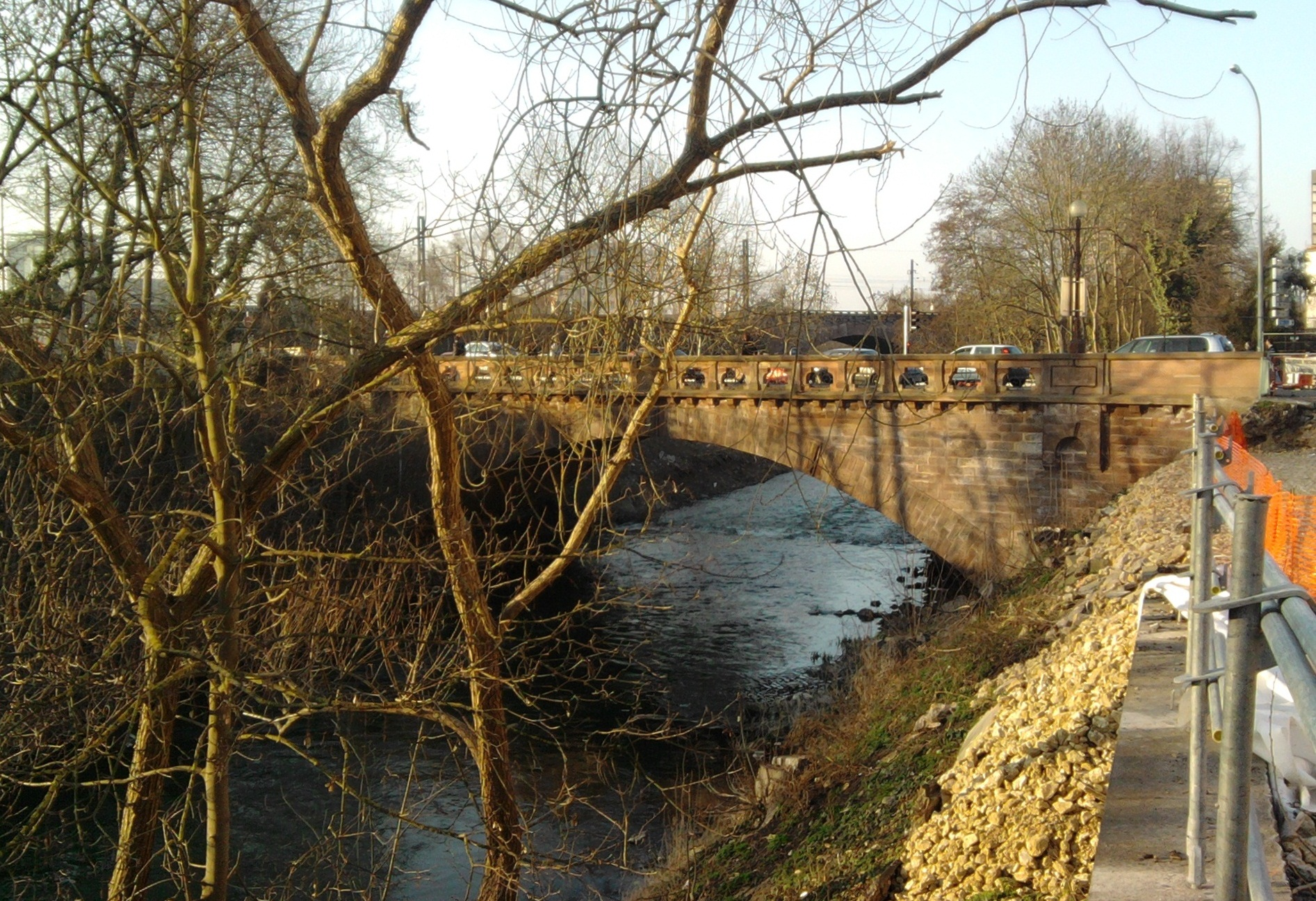
Le pont de la Seille, entre le Sablon et Plantières
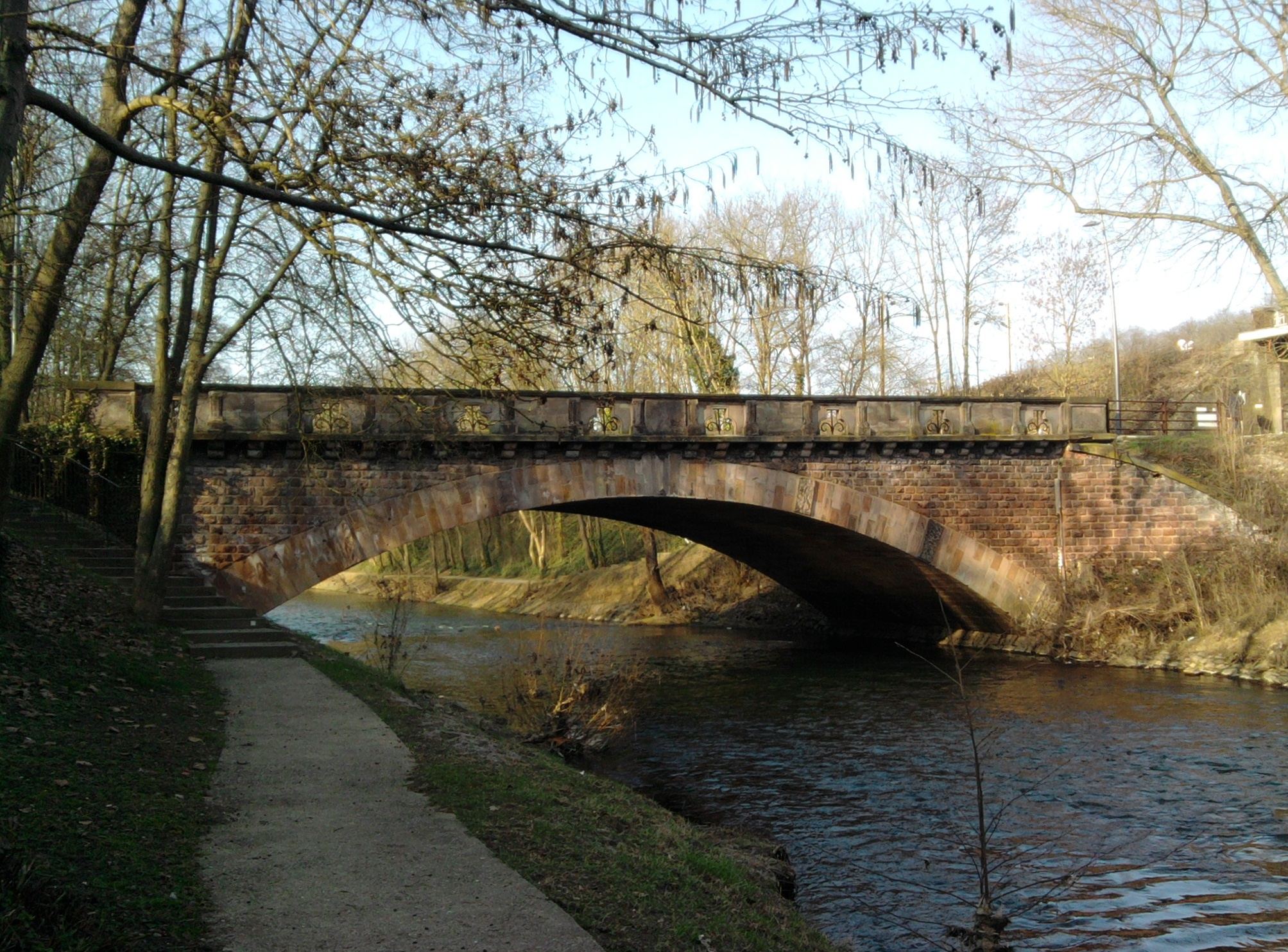
Le pont Sainte-Barbe au milieu du circuit des remparts médiévaux

### Anciens ponts

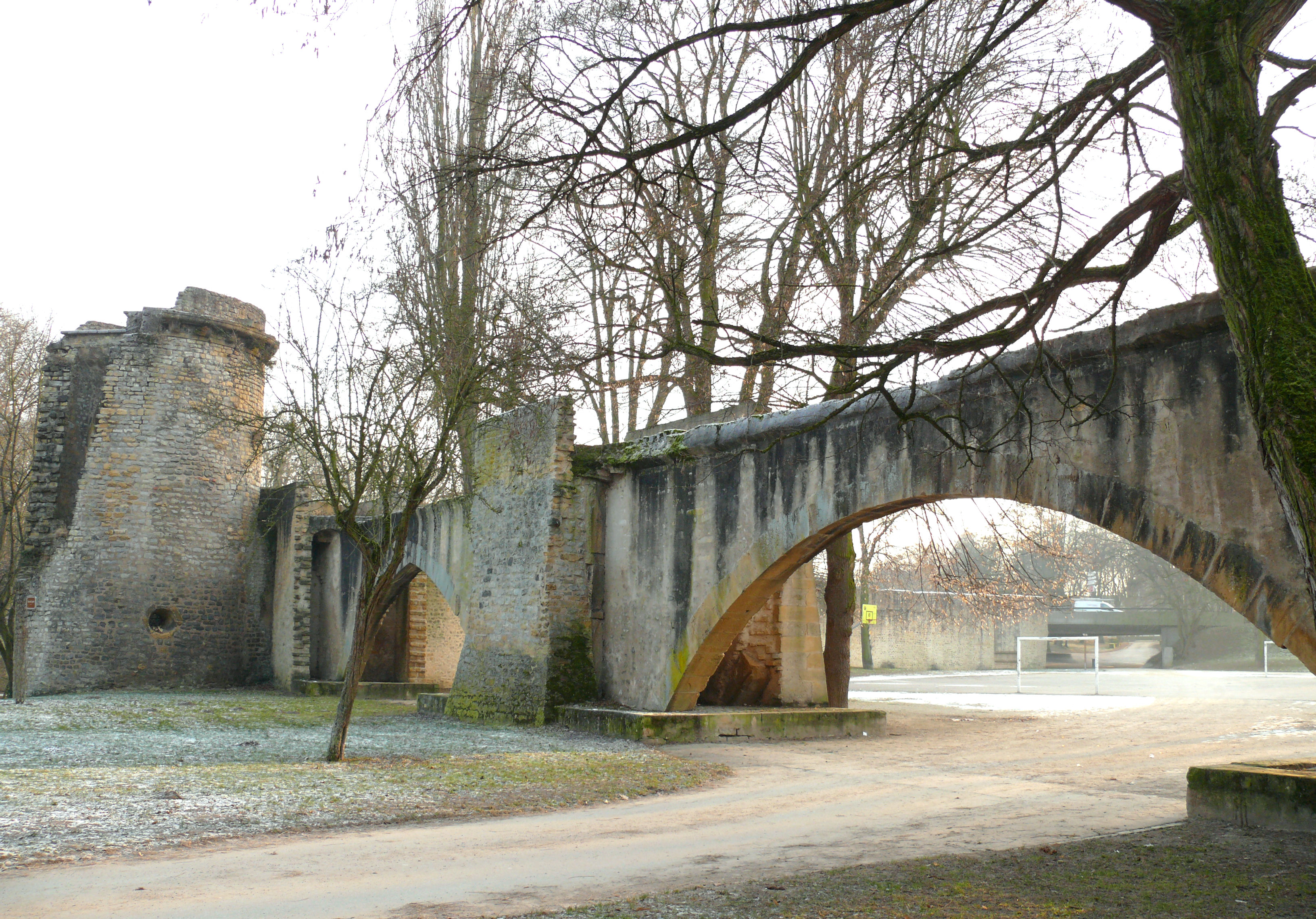
Vestiges du pont des Basses-Grilles de la Seille et la tour des Esprits

Sur les douves au sud de la ville avant 1905
- pont de la porte Saint-Thiébault ;
- pont de la porte de Serpenoise ;
- pont de la porte de la citadelle ;

Sur l'ancien cours de la Seille, le Seillegraben avant 1905, (de la Moselle aux abords directs du centre-ville)
- pont Rémont (anciennement "Rengmont") ou pont de la porte Sainte-Barbe, était probablement le plus ancien pont de la cité[6] ;
- pont des Basses-Grilles de la Seille (ou pont des Grilles de la Basse-Seille) (XIIIe siècle)[7] ;
- pont de la Basse-Seille (XIIIe - XVe siècle) ;
- pont de la Grève (XIVe siècle, reconstruit en 1735);
- pont-Sailly (premier pont d’époque gallo-romaine, élargi en 1807, reconstruit en 1828) ;
- pont d’Iéna (ou des Antonistes) (1808) ;
- pont Poncé (ou Poncel ; XIe siècle)[8] ;
- pont-à-Seille (XIIe siècle) ;
- pont de la Haute-Seille (après le XIIIe siècle) ;
- pont de la place Mazelle (1741)
- pont aux Arènes (XIIIe siècle)[7]

Sur la Cheneau
- pont-Rouge
- pont de Belletanche[10]

## Passerelles
Bras-Mort de la Moselle
- passerelle du Plan d’eau (1906)
- passerelle des Roches (XXe siècle)

Bras de l’île du Grand-Saulcy

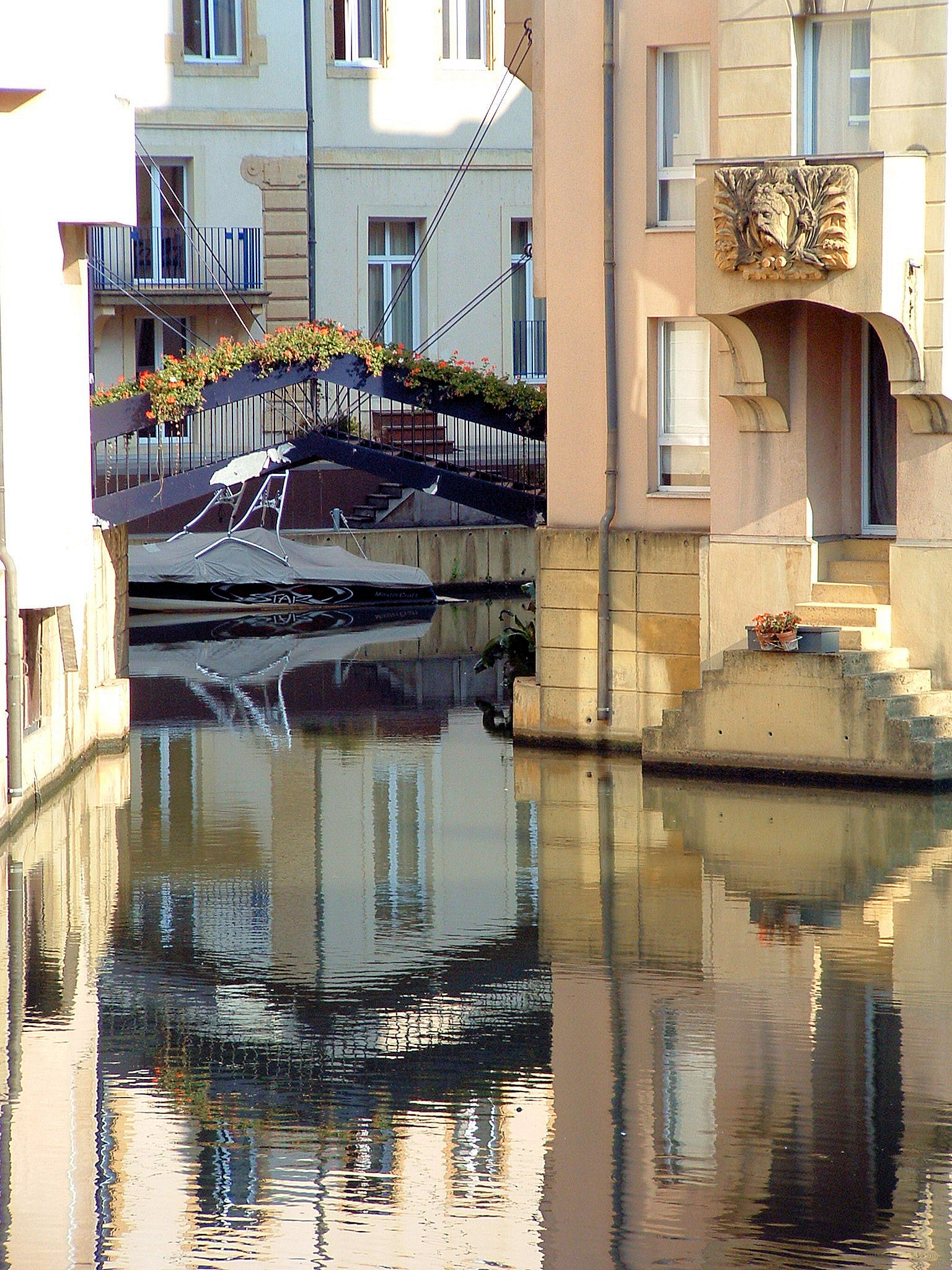
La passerelle au port Saint-Marcel

- passerelle ou digue de la Pucelle[11] (1450)

Bras de l’île du Petit-Saulcy
- passerelle du port Saint-Marcel
- passerelle du moulin des Thermes[2]

Canal de la Moselle
- passerelle de Wadrineau

Seille
- passerelle du parc de la Seille (2012)
- passerelle des remparts

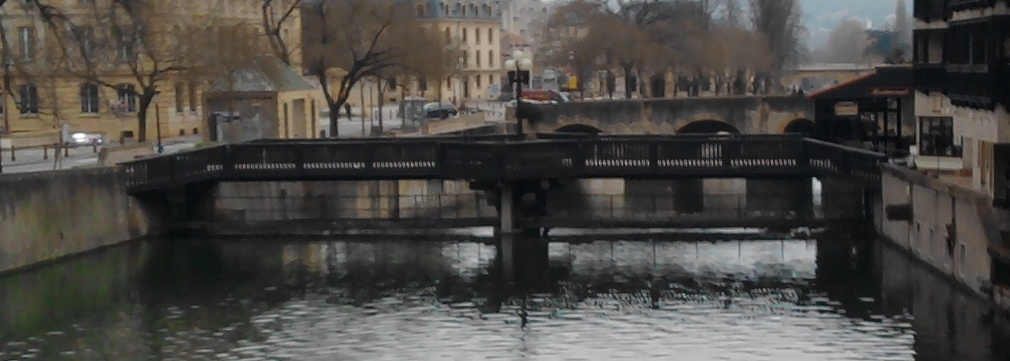
Passerelle reliant le quartier des Roches à l’île du Petit-Saulcy
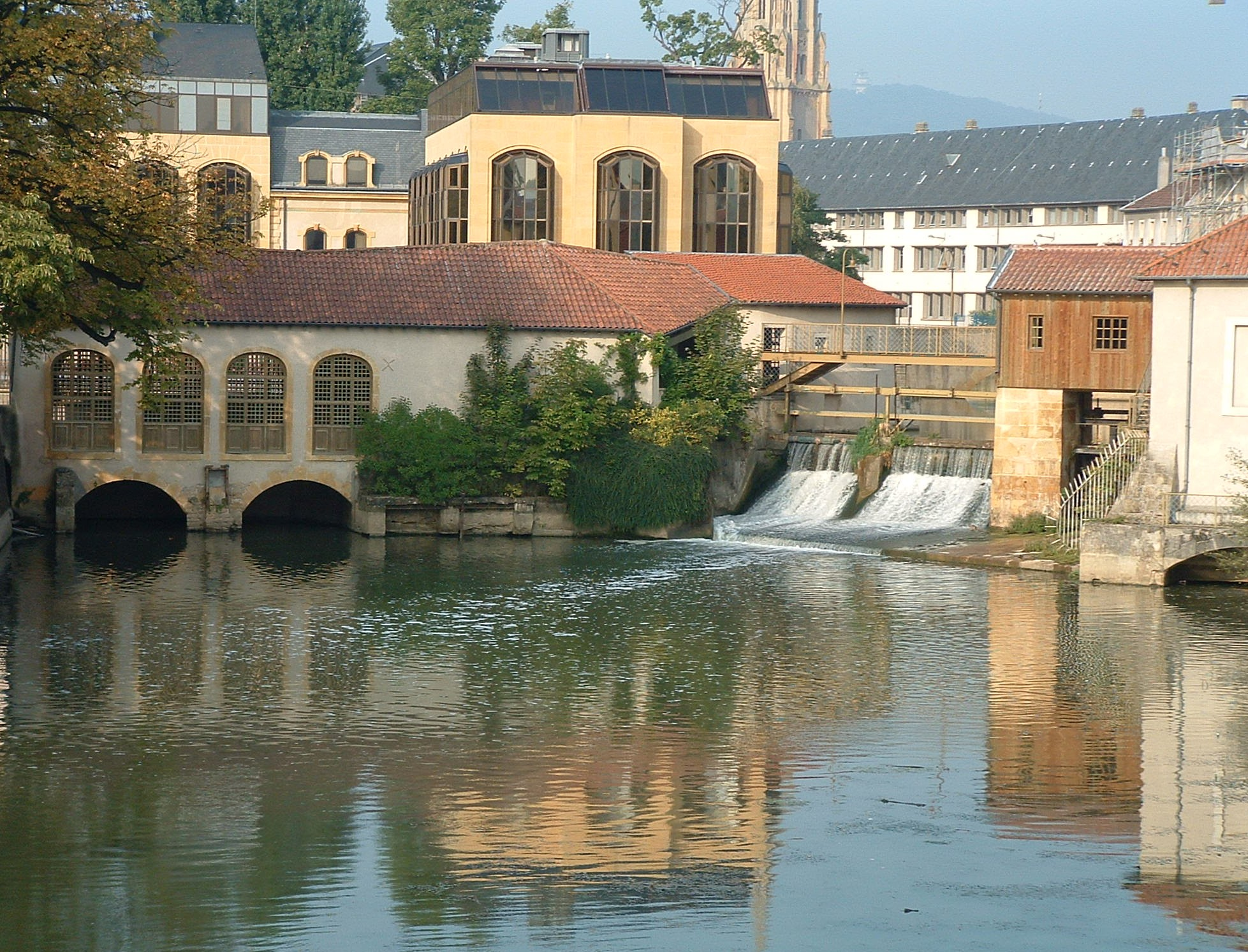
Moulin des Thermes, avec sa passerelle

## Franchissement de voies ferrées
(Du sud vers le nord)
- Pont de la Horgne (1906) ;
- Pont Amos[12] (1906) ;
- Pont de l’Argonne (1971) ;
- Passage du Sablon (1907)[13];
- Passage de l’Amphithéâtre (1907) ;
- Passage de Plantières (1907) ;
- Pont de Fer (premier pont : 1909, pont actuel : 1956) ;
- Passage de la gare de Metz-Nord ;
- Passage de la Patrotte (2014 : passage inférieur en remplacement d'un passage à niveau).

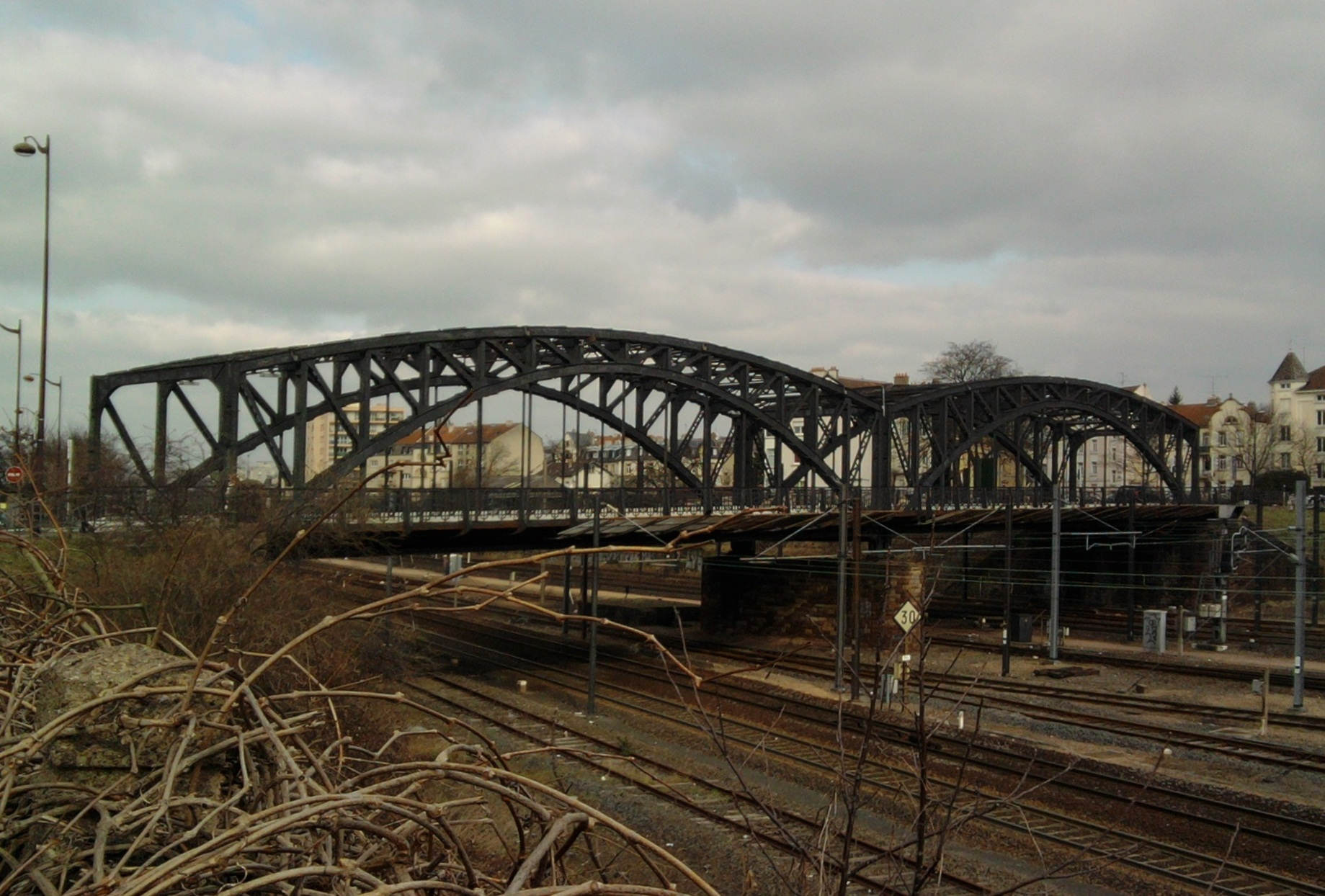
Le pont Amos, des brasseries du même nom, rejoignant les anciens Sablon-Est et Ouest
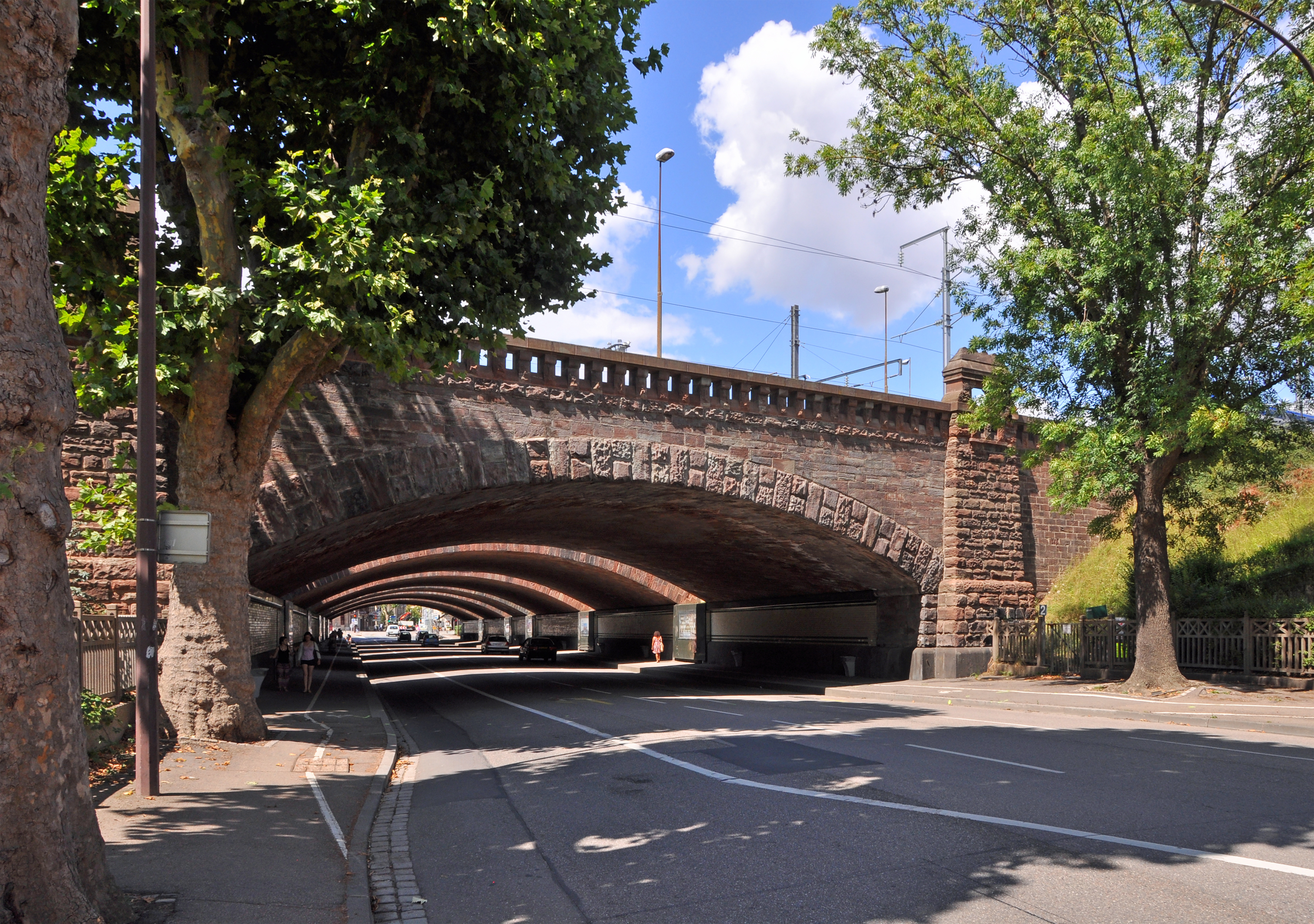
Passage de l’Amphithéâtre, côté Sablon

### Sources
- Sébastien Wagner, Dictionnaire historique des rues de Metz.
- L. Raillard, « Les principaux ponts du moyen âge à Metz » dans les Mémoires de l’Académie Impériale de Metz, F. Blanc, Metz, 1864, 101 p.
- P. Marchal, « Construction du pont rouge de la rue de l’Argonne à Metz », information SNCF, région de Metz, 1975, 31, pp. 8-9.
- Alphonse Bodson de Noirfontaine, Mémoire sur les ponts de cordage construits à Metz en 1827, Fain, Paris, 1829, 55 p.